# Швобсайм
Швобсайм (фр. Schwobsheim) — коммуна на северо-востоке Франции в регионе Гранд-Эст (бывший Эльзас — Шампань — Арденны — Лотарингия), департамент Нижний Рейн, округ Селеста-Эрстен, кантон Селеста. До марта 2015 года коммуна административно входила в состав упразднённого кантона Маркольсайм (округ Селеста-Эрстен).
Площадь коммуны — 2,58 км², население — 243 человека (2006) с тенденцией к росту: 336 человек (2013), плотность населения — 130,2 чел/км².

## Население
Население коммуны в 2011 году составляло 321 человек, в 2012 году — 342 человека, а в 2013-м — 336 человек.
| 1962 | 1968 | 1975 | 1982 | 1990 | 1999 | 2006 | 2008 | 2011 | 2012 | 2013 |
| ---- | ---- | ---- | ---- | ---- | ---- | ---- | ---- | ---- | ---- | ---- |
| 196  | 191  | 209  | 200  | 216  | 225  | 243  | 274  | 321  | 342  | 336  |

Динамика населения:

## Экономика
В 2010 году из 180 человек трудоспособного возраста (от 15 до 64 лет) 152 были экономически активными, 28 — неактивными (показатель активности 84,4 %, в 1999 году — 69,0 %). Из 152 активных трудоспособных жителей работали 139 человек (81 мужчина и 58 женщин), 13 числились безработными (7 мужчин и 6 женщин). Среди 28 трудоспособных неактивных граждан 11 были учениками либо студентами, 8 — пенсионерами, а ещё 9 — были неактивны в силу других причин.

## Достопримечательности (фотогалерея)

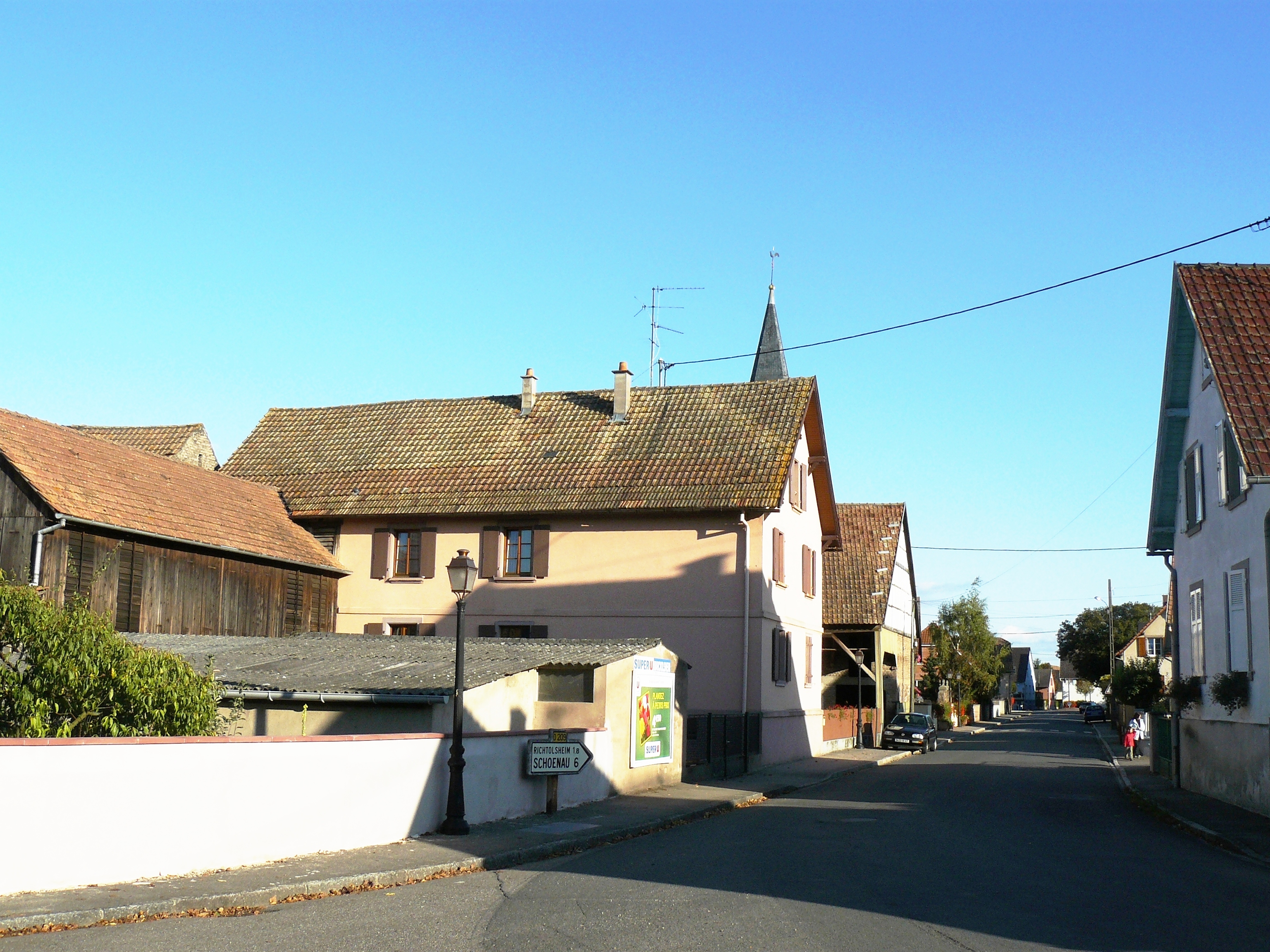
На главной улице
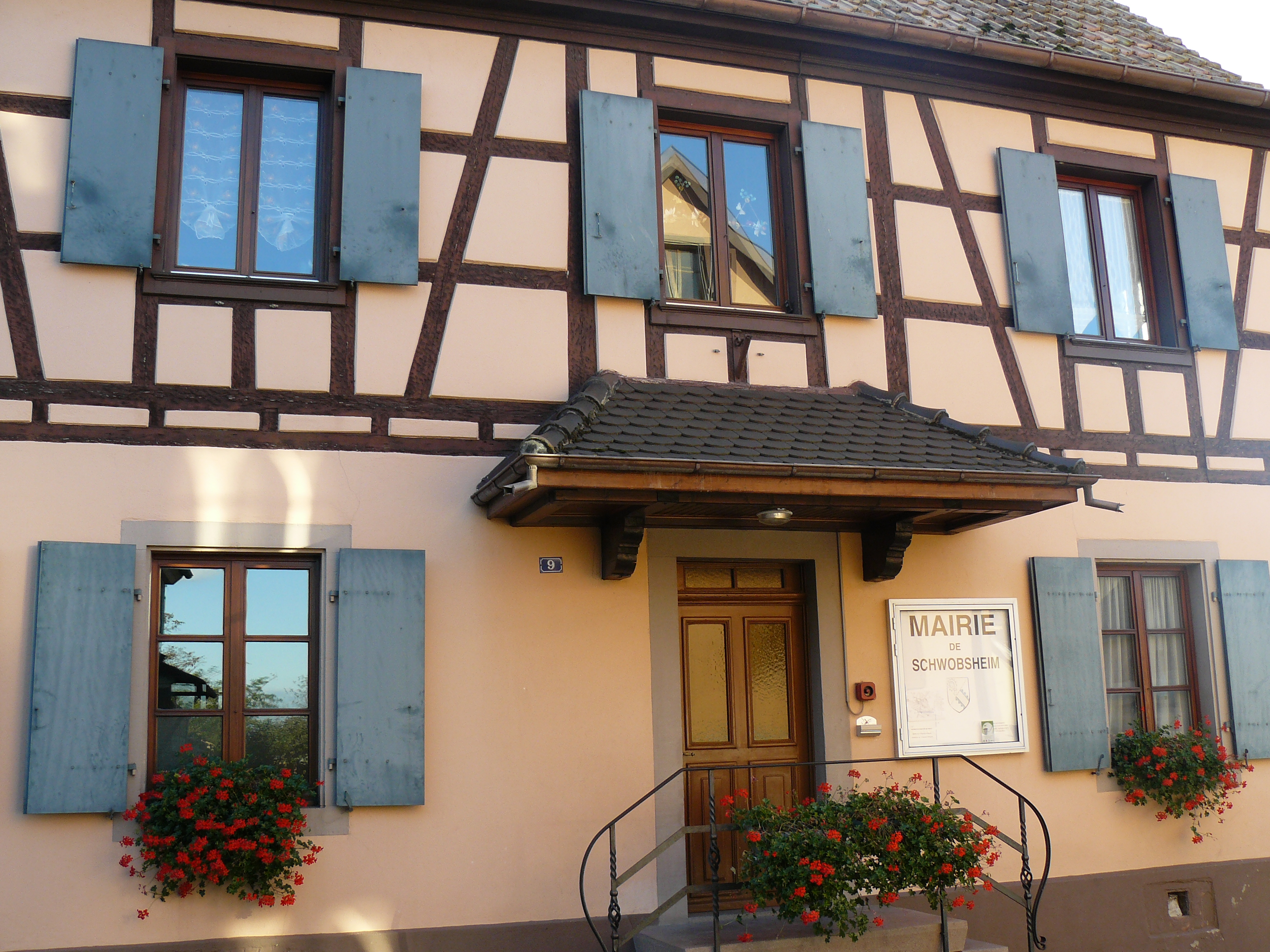
Здание мэрии
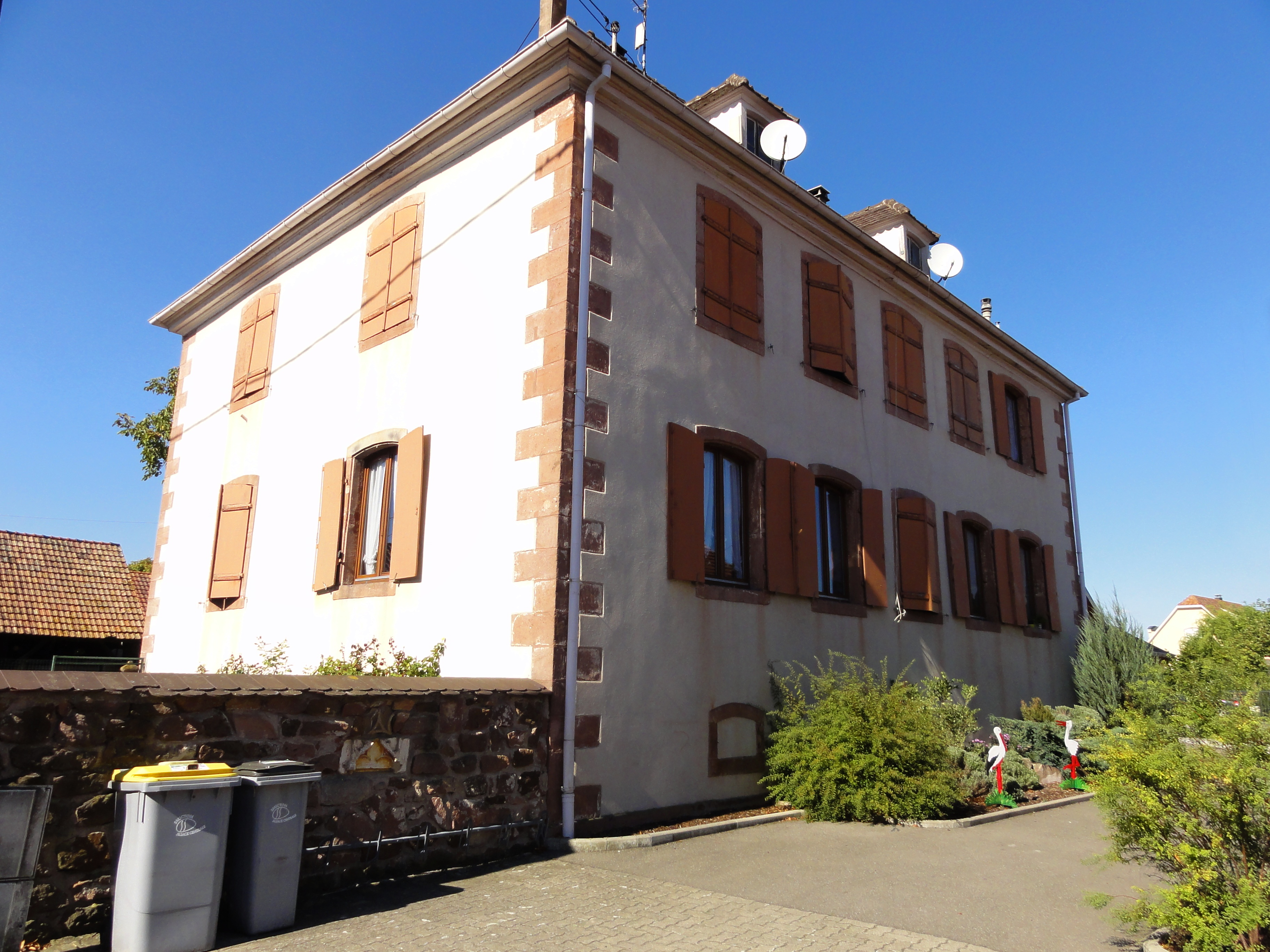
Здание школы (бывшая пресвитерия)
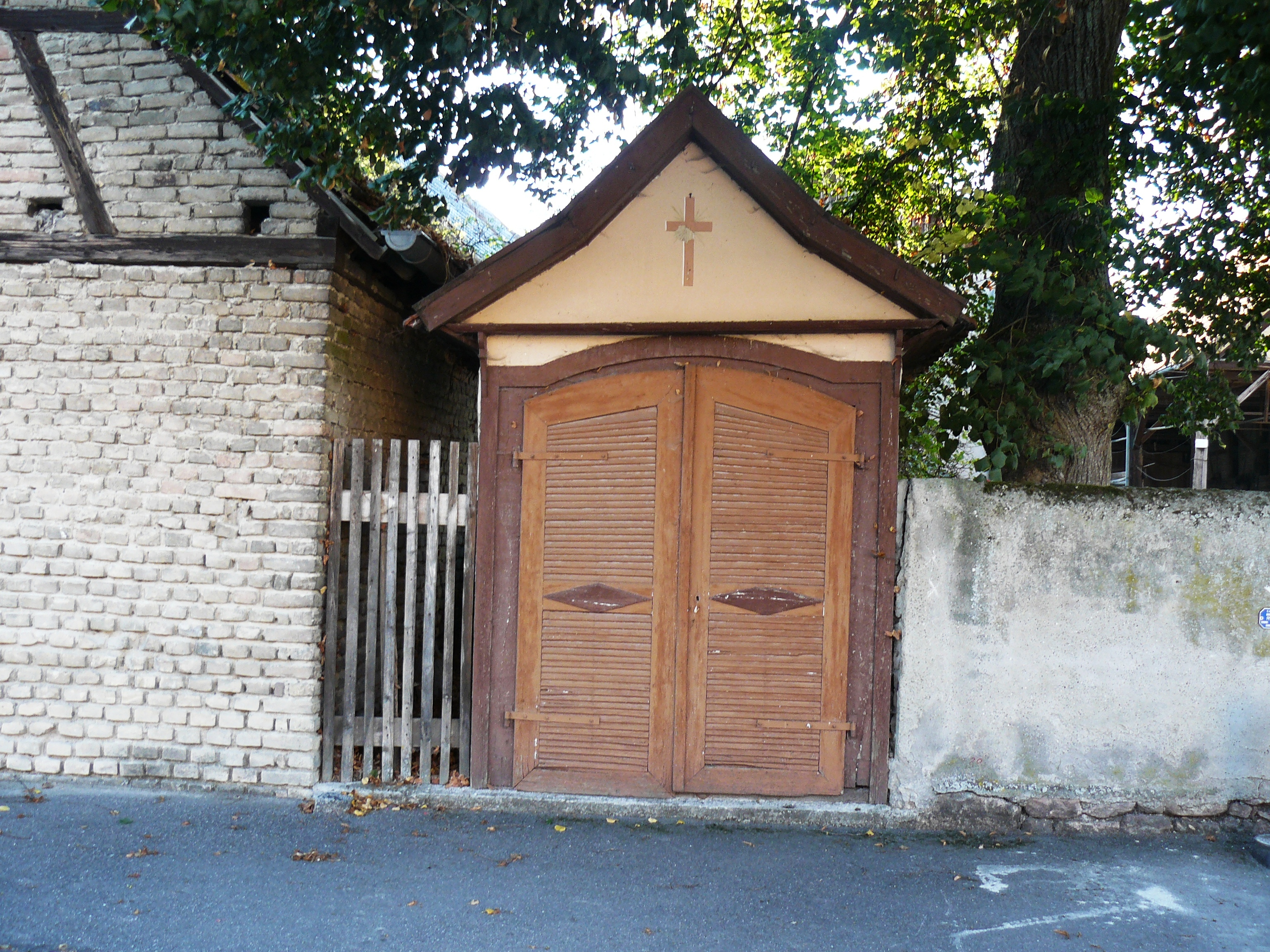
Закрытая молельня
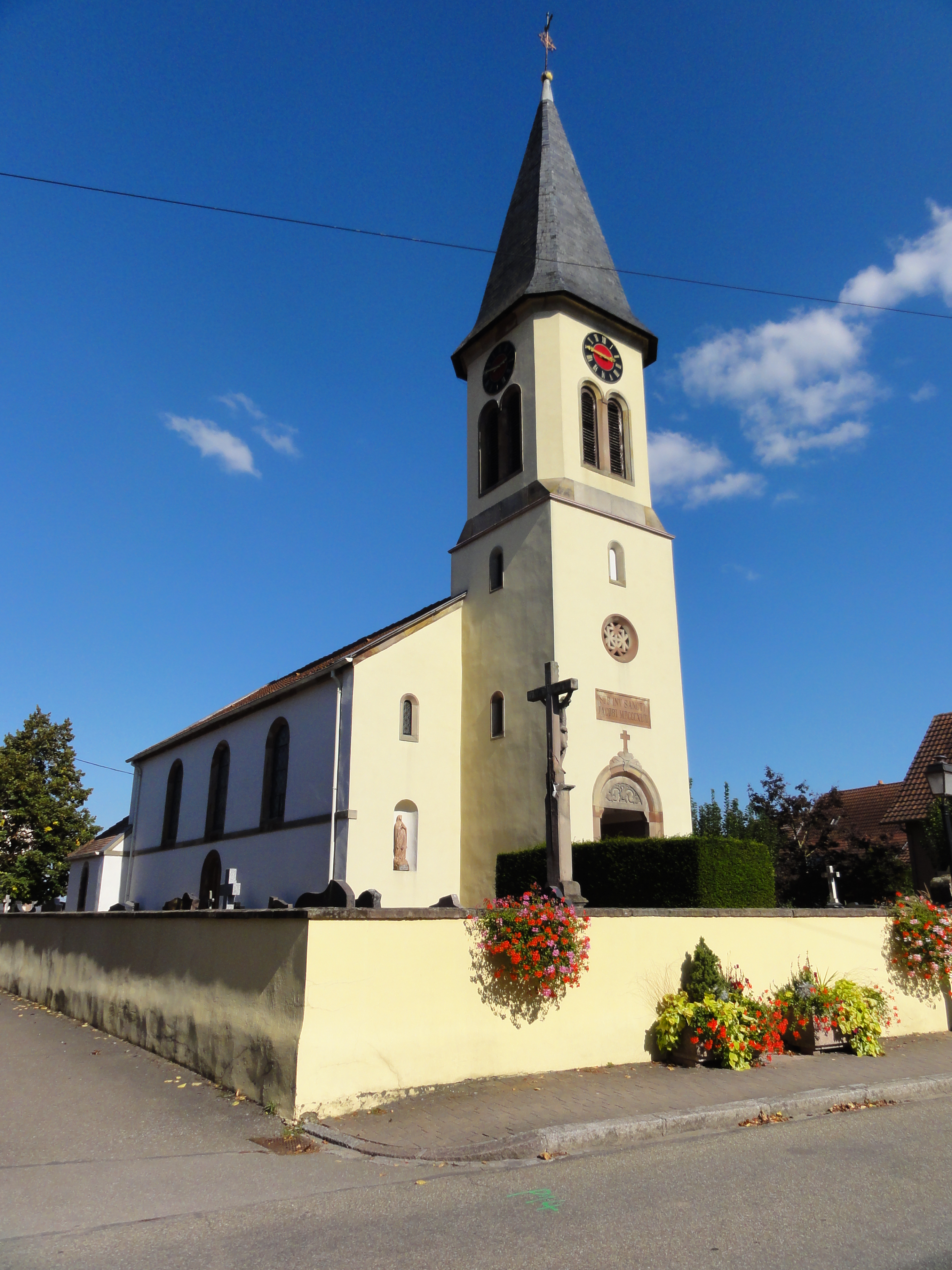
Церковь Сен-Жак-ле-Маджоре
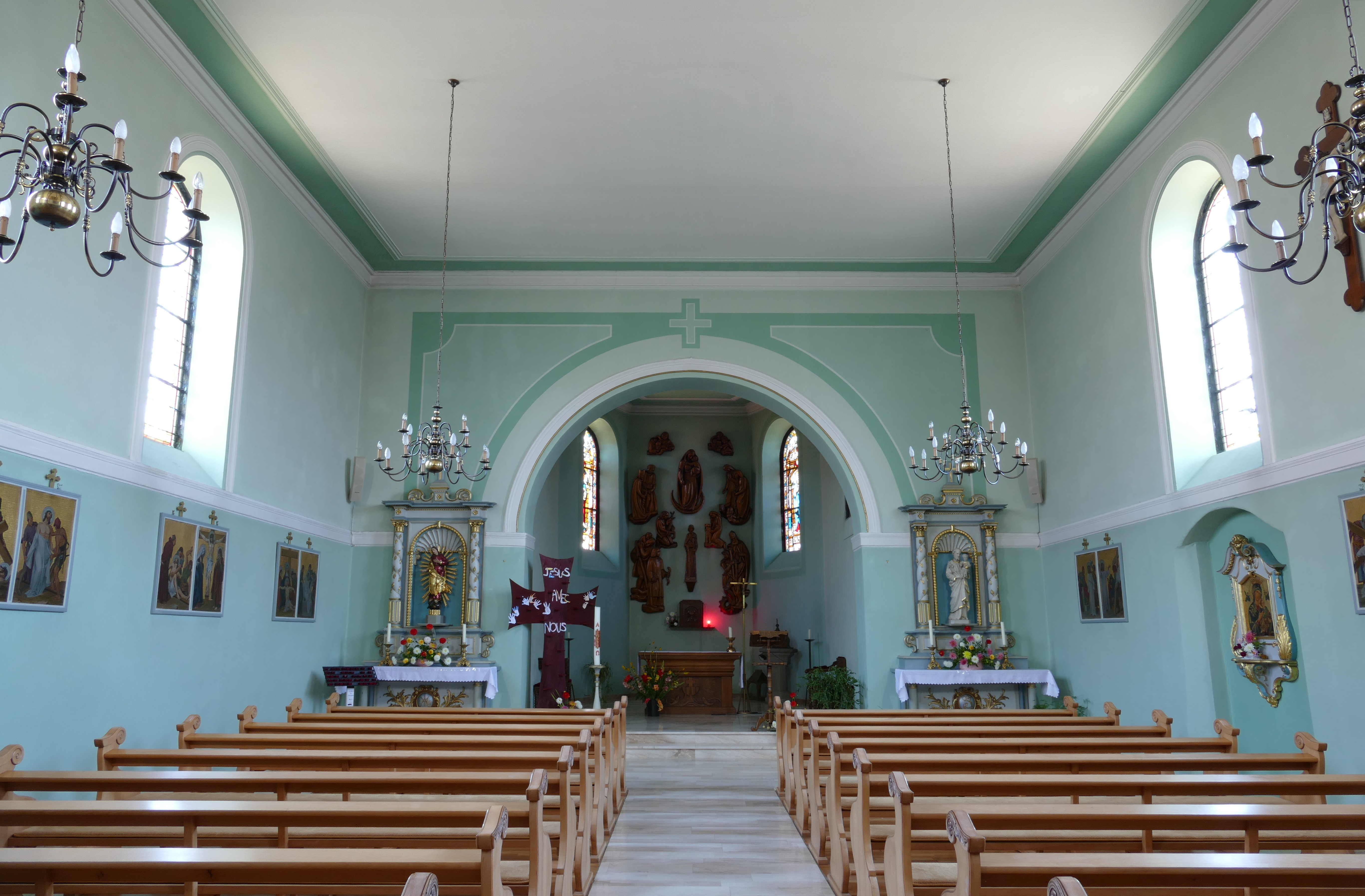
Интерьер, вид на алтарь
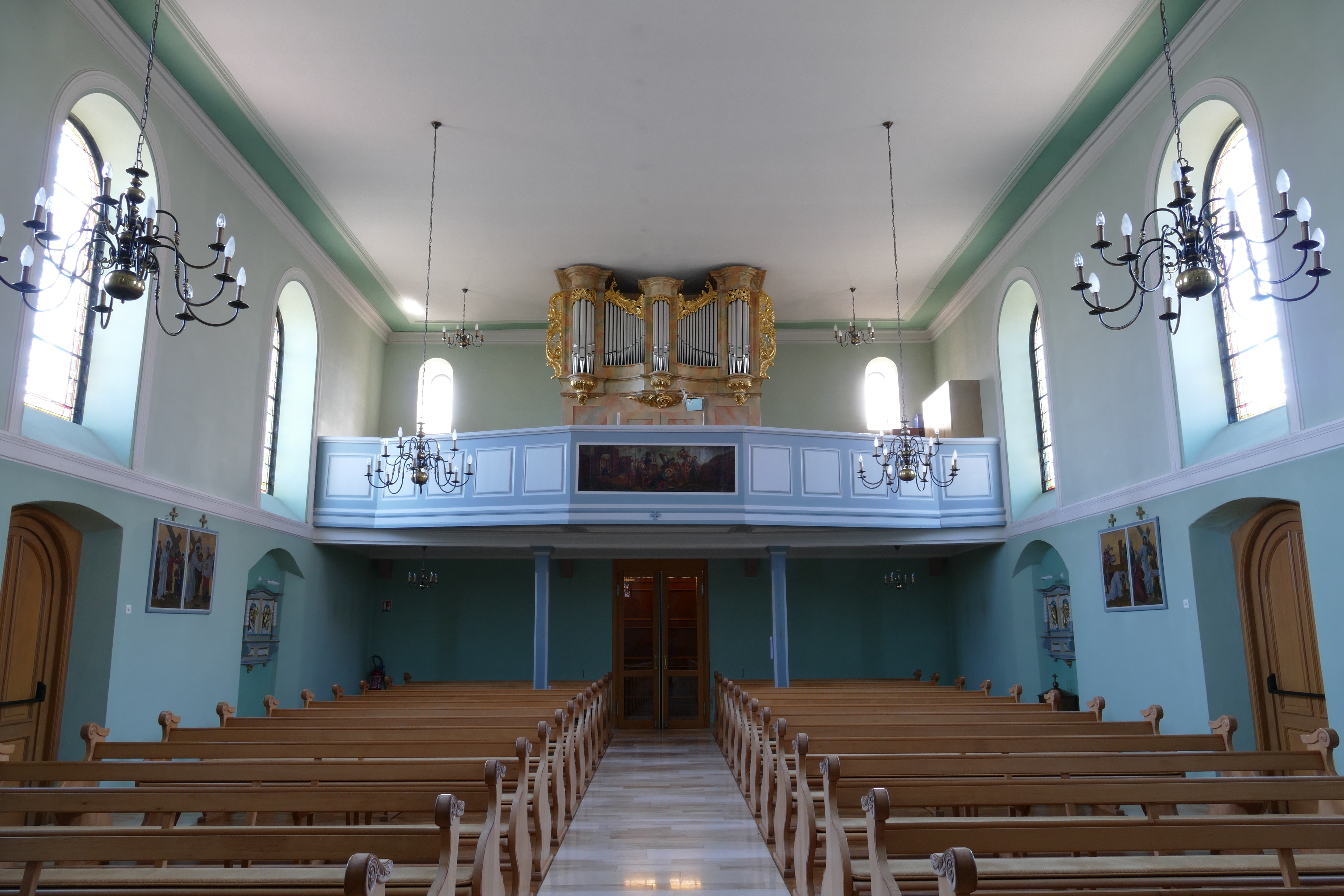
Интерьер, вид на орган
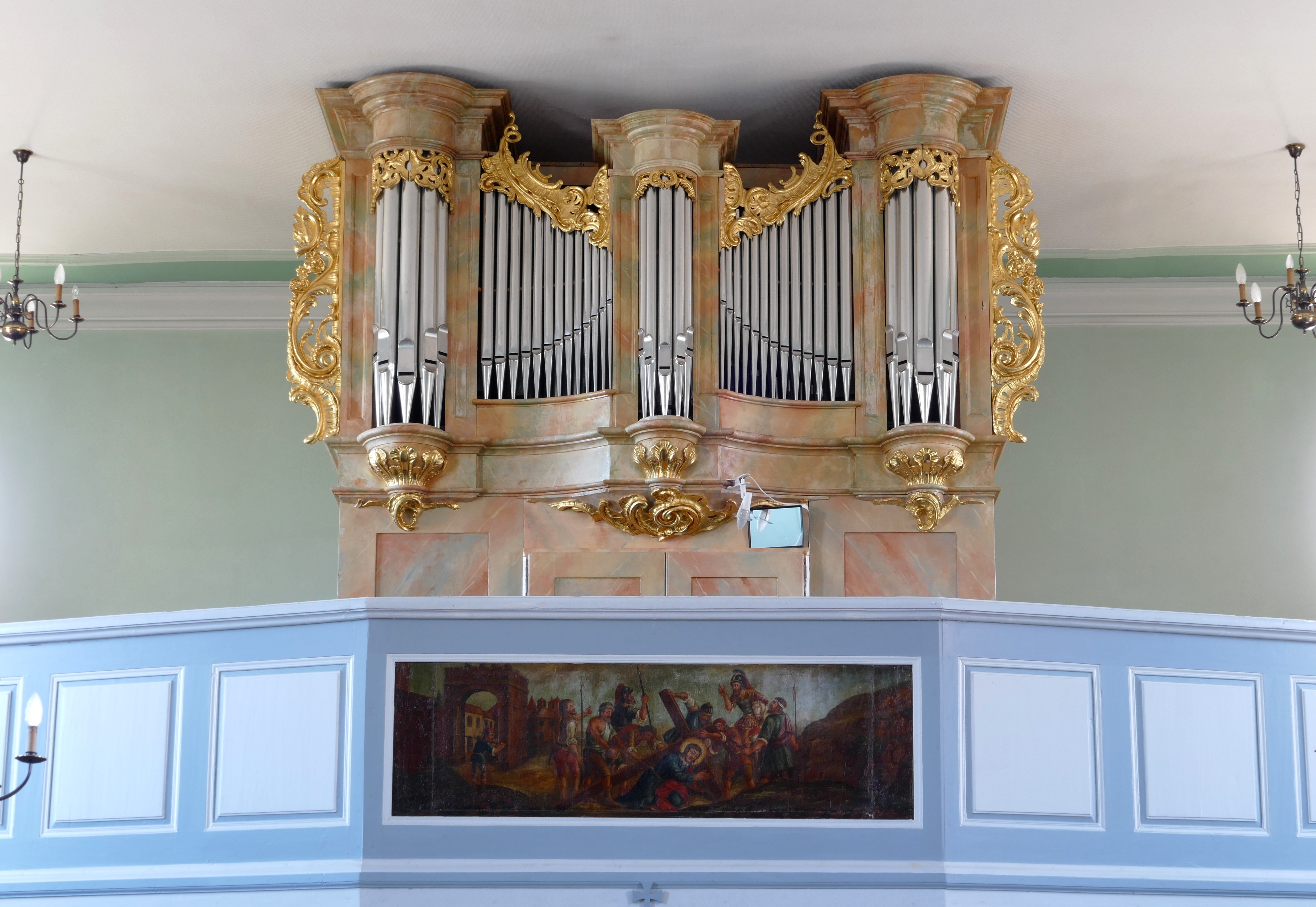
Орган